# 新集乡 (定西市)
新集乡，是中华人民共和国甘肃省定西市安定区下辖的一个乡镇级行政单位。

## 行政区划
新集乡下辖以下地区：
仁义村、田坪村、坪源村、西坪村、进马村、大南岔村、石家湾村、鲁家岔村、张家坪村、景坪村、小南岔村、丰旺村、中义村、大元村和新集村。